# Rafael Montiel
Pour les articles homonymes, voir Montiel (homonymie).
Montiel  Cuellar est un nom espagnol. Le premier nom de famille, en général paternel, est Montiel ; le second, en général maternel, souvent omis, est Cuellar.
Rafael Aníbal Montiel Cuellar, né le 28 juin 1981 à El Bagre (département d'Antioquia), est un coureur cycliste colombien. Il réside actuellement à Marinilla. Il a été contrôlé positif lors du Tour de Colombie 2008 avec six autres coureurs.

## Biographie
En août 2011, Montiel dispute, aux États-Unis, le USA Pro Cycling Challenge (ou Tour du Colorado), une épreuve de l'UCI America Tour, particulièrement relevée puisque les trois premiers du Tour de France et pas moins de huit équipes de l'élite mondiale (ou UCI ProTeams) sont présents. Il remporte le classement du meilleur grimpeur, en dépossédant son compatriote Walter Pedraza du maillot rouge de leader, le dernier jour.

### Année 2012
Toujours dans l'équipe du programme Orgullo paisa, il termine, de manière anecdotique, douzième du Tour du Mexique et au vingt-septième rang son Tour national.
Il faut attendre l'automne pour voir Montiel apparaître dans le haut d'un classement avec une septième place au Clásico RCN. Dans le groupe d'une vingtaine d'hommes qui arrive à trois minutes d'Óscar Sevilla et d'Alex Cano, lors de la troisième étape décisive, il intègre le "Top 10", trois jours plus tard, dans l'étape de l'Alto de La Línea. Il grimpe de deux places lors du contre-la-montre final.
En novembre, remplaçant au pied levé, Argiro Ospina, rejoignant sa nouvelle équipe, il est aligné à la XXXe Vuelta Higuito, au Costa Rica. Il termine deuxième de la première étape, derrière son coéquipier Carlos Ospina. Quatre jours plus tard, il remporte la cinquième étape. Profitant d'un col de troisième catégorie à deux kilomètres du terme, il fausse compagnie au groupe des favoris, pour remporter sa première victoire de l'année. Les neuf secondes d'avance qu'il conserve sur la ligne lui permettent de reprendre la deuxième place au général provisoire. Un temps subtilisé, il reprend la deuxième place la veille de l'arrivée, en terminant sur le podium du contre-la-montre en côte. Il assortit ce bon classement général du trophée des meilleurs grimpeurs.

### Année 2013
Après un début de saison difficile, selon ses propres termes, Rafael Montiel est aligné par son équipe au Tour de Colombie. Dès la première étape, il est à l'attaque et s'immisce dans l'échappée victorieuse. Cependant il échoue à la cinquième place à l'arrivée. Il récidive quatre jours plus tard et se glisse dans une échappée de cinq hommes. Cette fois, il se montre le plus fort et règle au sprint le petit groupe, pour remporter sa première victoire de l'année. Perdant régulièrement du temps les autres jours, il termine la compétition au quarantième rang.
Trois mois plus tard, il dispute à domicile la Clásica de Marinilla, en préparation du Clásico RCN. Présent dans l'échappée décisive du premier jour, il surprend les observateurs en s'imposant, pour la première fois de sa carrière, dans un contre-la-montre en côte, le lendemain. Il bat des spécialistes comme son coéquipier Alex Cano et établit un nouveau record du parcours. Après avoir terminé sur le podium d'épreuves internationales comme le Tour du Guatemala 2007, le Tour de l'Équateur 2009 ou la Vuelta a Higuito 2012, il remporte sa première course à étapes, vingt-quatre heures plus tard.

### Fin de carrière cycliste
En 2019, après plusieurs cas de dopage détectés en Colombie au cours de cette année, la fédération colombienne de cyclisme publie une liste des cyclistes sanctionnés par cette organisation depuis 2010. Parmi ces noms figure Rafael Montiel, suspendu provisoirement, après un contrôle positif à l'EPO, sur un prélèvement effectué hors compétition à Yopal en juillet 2019. En janvier 2022, la fédération nationale le sanctionne de quatre ans de suspension, jusqu'au 11 juillet 2023.

## Palmarès
| - 2007 - 9e étape du Tour du Salvador - 13e étape du Tour de Colombie - 5e étape du Tour du Guatemala - 2e du Tour du Guatemala - 3e de la Vuelta a Cundinamarca - 2008 - 6e étape du Tour de Colombie - 2009 - 2e étape de la Vuelta a Santander - 2e de la Vuelta a Santander - 3e du Tour de l'Équateur - 2010 - 1re étape du Tour de Colombie (contre-la-montre par équipes) - 4e étape du Tour du Guatemala - Prologue de la Vuelta a Antioquia (contre-la-montre par équipes) - 2011 - 2ea étape du Tour de Colombie (contre-la-montre par équipes) - 5e étape de la Vuelta a Antioquia - 2012 - 5e étape de la Vuelta Higuito (es) - 2e de la Vuelta Higuito | - 2013 - 5e étape du Tour de Colombie - Clásica de Marinilla : - Classement général - 2e étape - 4e étape de la Vuelta a Santander - 2014 - Clásica de Marinilla : - Classement général - 2e étape - 2015 - 1re étape du Tour of the Gila - 3e étape de la Clásica de Fusagasugá - 4e étape de la Clásica de Marinilla - 8e étape du Clásico RCN - 2016 - 3e de la Clásica Marco Fidel Suárez - 2018 - 6e étape du Clásico RCN - 3e étape de la Clásica de Marinilla - 2e de la Clásica de Marinilla |

## Classements mondiaux
| Année            | 2006 | 2007 | 2008 | 2009 | 2010 | 2011 | 2012 | 2013 | 2014 | 2015 |
| ---------------- | ---- | ---- | ---- | ---- | ---- | ---- | ---- | ---- | ---- | ---- |
| UCI America Tour | 289e | 125e | 58e  | 374e | 142e | 162e |      | 254e | 352e | 135e |